# Aziz Fahmy
Pour les articles homonymes, voir Fahmy.
Abdelaziz Fahmy (arabe : عبد العزيز فهمي), plus connu sous le nom d'Aziz Fahmy (né au Caire le 6 septembre 1908 et mort en juillet 1969 à Alexandrie), est un joueur de football international égyptien, qui évoluait au poste de gardien de but.

## Biographie

### Carrière en club
Fahmy a joué sa carrière de club au Caire à Al Ahly. Entre 1932 et 1936, il poursuit ses études de commerce en France et évolue comme gardien de but à Montpellier.
En novembre 1936, il est ainsi convoqué (comme son compatriote Ismaïl Rafaat) par Jules Devaquez au sein d'une sélection du Languedoc opposée à celle de la Côte d'Azur.

### Carrière en sélection
Fahmy participe à la phase finale de la coupe du monde 1934 en Italie comme doublure du gardien de but titulaire Mustafa Mansour, sélectionné par l'entraîneur écossais James McCrae.
Les Égyptiens ne jouent qu'un seul match au premier tour contre la Hongrie où ils s'inclineront 4 buts à 2.